# アメリー・ド・ボアルネ

アメリア皇后の紋章

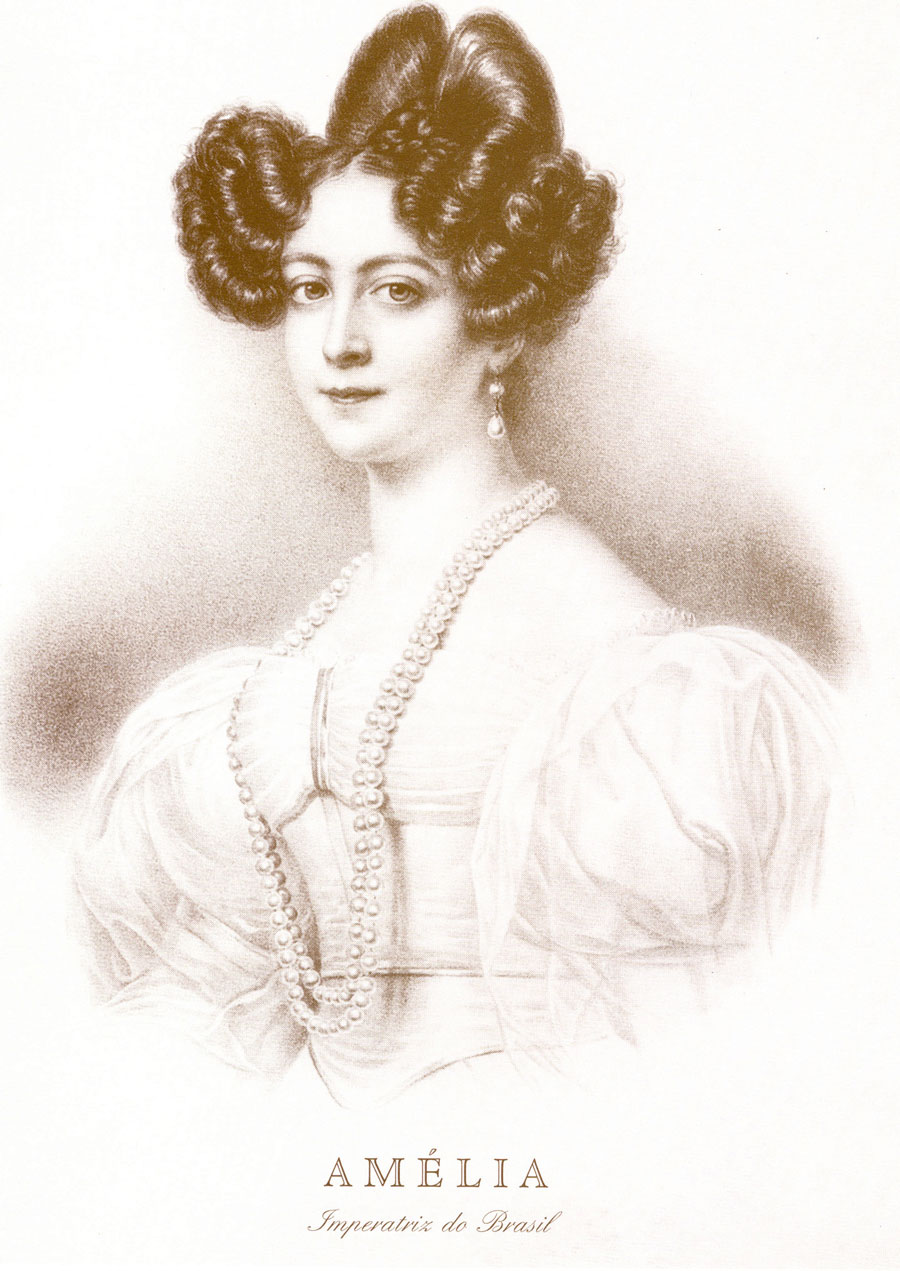
ブラジル皇后アメリア

アメリー・オーギュスト・ウジェニー・ナポレオーヌ・ド・ボアルネ（フランス語名：Amelie Auguste Eugenie Napoleone de Beauharnais, 1812年7月31日 - 1873年1月26日）は、ブラジル皇帝ペドロ1世の2度目の皇后。ポルトガル語名は、アメリア・デ・レウシュテンベルグ（Amélia de Leuchtenberg）、またはアメリア・デ・ベアウアルナイス（Amélia de Beauharnais）。

## 生涯
ロイヒテンベルク公ウジェーヌ・ド・ボアルネとバイエルン王女アウグステの三女（第4子）としてミラノで生まれた。同母姉にスウェーデン王妃ジョゼフィーヌがいる。
1829年、兄アウグスト（ロイヒテンベルク公、のちペドロと先妻マリア・レオポルディナの長女マリアと結婚する）に伴われてブラジルへ来訪し、ペドロと結婚した。ペドロはアメリーの美しさに満足し、結婚を祝して帝立バラ勲章を設立した。
1831年4月にペドロが帝位を長男ペドロ・ダ・アルカンタラ（ペドロ2世）に譲り、アメリーを伴いポルトガルへ帰国する。王位を僭称する実弟ミゲルとの戦い（ポルトガル内戦）を制し、マリア2世の名のもとにブラガンサ公位と摂政の座を奪い返した。
ペドロが1834年の終わりに急死すると、アメリーは慈善活動と一人娘マリア・アメリアの養育に専念した。しかし、マリア・アメリアは母親より先立って肺結核で早世した。
アメリーはリスボンで亡くなり、サン・ヴィセンテ・デ・フォーラ修道院の王家の墓所に葬られた。遺体は1982年にブラジルのサンパウロにある独立記念碑に改葬された。

## 子女
- マリア・アメリア（1831–1853）